# 爱琴海军区
爱琴海军区（希臘語：θέμα τοῦ Αἰγαίου Πελάγους，thema tou Aigaiou Pelagous）,又称爱琴群岛军区或爱琴海群岛军区，是拜占庭帝国在北爱琴海的一个海军军区。爱琴海军区建立于9世纪中期。作为拜占庭帝国三大海军军区（Greek: ）之一，其主要向拜占庭海军提供舰船和士兵，同时也有一定的民事行政管理职能。

## 起源
“爱琴海”在八世纪早期第一次作为一个行政名词使用。爱琴海军区起源于古典时代晚期管辖爱琴海诸岛（拉丁語：Insulae，羅馬化：Nēsoi）的罗马帝国行省，该行省管辖自东南爱琴海群岛起至博茲賈島附近的岛屿。一个印有721年/722年的印章甚至暗示该行省可能管辖了爱琴海的所有岛屿。不过就军事职能来说，爱琴海群岛在7世纪和8世纪一直受卡拉比西安和之后的基比拉奥特军区管辖。
726年，希腊军区的军事长官阿加利亞諾斯·康托斯科勒斯因拜占庭皇帝利奥三世禁止圣像破坏主义在教会中继续传播而发起叛乱。康托斯科勒斯拥护新皇帝葛斯默并得到了基克拉澤斯群岛舰队首领斯泰帕的支持。康托斯科勒斯试图进攻首都君士坦丁堡，但被有着希腊火帮助的利奥三世击败。
自8世纪晚期，爱琴海区域被划分成了多个军区共同管辖：爱琴海（“Aigaion Pelagos”）的舰队司令实际上管辖着北爱琴海，而“十二群岛”（Dodekanesos）和“海湾”（Kolpos）的两位海军长官则实际管辖着南爱琴海。北爱琴海的管辖最终演变成了爱琴海军区，而南爱琴海的管辖则最终演变成了萨摩斯军区。

## 历史
爱琴海军区的建立准确时间为843年：《乌斯宾斯基职官表》显示这一年起原本掌管该地区的将军不再掌管该区域，但这位将军当年依然在莱斯沃斯岛任职。
爱琴海军区的定位是一个常规军区：军区的军事职能被分给军团长和旗队长并拥有着一套独立的、完整的政治体系。然而，后来管辖爱琴海军区的舰队司令和将军与奥普西金军区的将军长期联合治理。据推测，奥普西金军区可能负责民政管理和地方防卫，而爱琴海军区负责海军的装备以及人事管理；10世纪时在奥普西金军区生活的斯拉夫人海军陆战队证明这个推测有一定合理性。在萨摩斯军区也有着类似的行政方式：萨摩斯军区与色雷斯西安也曾长期联合治理。
爱琴海军区的管辖区域并不固定：君士坦丁七世统治的10世纪早期，爱琴海军区下辖莱斯沃斯岛、利姆诺斯岛、格克切島、博茲賈島、希俄斯岛、 北斯波拉泽斯群岛和基克拉泽斯群岛。海伦·奥威勒推测在“十二群岛”和“海湾”的行政体制于9世纪末期不复存在后基克拉泽斯地区被并入爱琴海军区。911年，爱琴海军区的下辖2610名划桨手和400名海军陆战队。
直到10世纪末期/11世纪早期，爱琴海军区才被拆分为基克拉泽斯、斯波拉泽斯、希俄斯和阿卑多斯等更小的区划。爱琴海军区实际管辖地仅剩马尔马拉海的一些海岸以及君士坦丁堡的一些地区，沦为了普通省。11世纪末期，在一位拜占庭大将军的命令下爱琴海军区剩余的船只全部被并入君士坦丁堡的的帝国舰队。12世纪时爱琴海军区原本管辖的地区基本都受奥普西金军区管辖，随后第四次十字军东征中签订的《罗马帝国土地分割条例》也反映了这一点。爱琴海军区于1204年第四次十字军东征后被正式废除。

### 引用
1. 1 2  Nesbitt & Oikonomides 1994，第110–112頁.
2. 1 2  ODB，"Aegean Sea" (T. E. Gregory), pp. 26–27.
3. ↑  Ahrweiler 1966，第76–81頁.
4. ↑  Oikonomides 1972，第46–47頁.
5. ↑  Ahrweiler 1966，第402頁.
6. ↑  Nesbitt & Oikonomides 1994，第109, 112頁.
7. ↑  Ahrweiler 1966，第76–79, 132–133 (note #5)頁.
8. ↑  Nesbitt & Oikonomides 1994，第123, 139, 141頁.
9. ↑  Ahrweiler 1966，第108頁.
10. ↑  Treadgold 1995，第67, 76頁.
11. ↑  Ahrweiler 1966，第132–133頁.
12. ↑  Nesbitt & Oikonomides 1994，第112頁.
13. ↑  Ahrweiler 1966，第79頁.